# 1359
1359 (MCCCLIX) var ett normalår som började en tisdag i den julianska kalendern.

## Händelser

### Juni
- Maj eller juni – Fred sluts mellan kung Magnus och hans son Erik.
- 20 juni – När Erik dör återgår makten och kungatiteln odelad till fadern, som förlikar sig med de rådsherrar, som har stått på Eriks sida i upproret.[1]

### Okänt datum
- Magnus Eriksson och hans son Håkan Magnusson sluter förbund med Valdemar Atterdag, som får Helsingborg som ersättning.

## Födda
- Peder Lykke (Bille), dansk ärkebiskop 1418–1436.

## Avlidna
- 20 juni – Erik Magnusson, kung av Sverige sedan 1356 (död i pest).
- 25 december – Beatrix av Bayern, drottning av Sverige från 1356 till 20 juni detta år, gift med Erik Magnusson (död i samma pest).
- Jeanne de Clisson, fransk pirat.

### Fotnoter
1. ↑  Det hände i dag